# Eisuke Nakanishi
Eisuke Nakanishi (Mie, 23. lipnja 1973.), japanski je nogometaš.

## Klupska karijera
Igrao je za: JEF United Ichihara i Yokohama F. Marinos.

## Reprezentativna karijera
Za japansku reprezentaciju igrao je od 1997. do 2002. godine. Odigrao je 14 utakmica.
S japanskom reprezentacijom Nakanishi je igrao na jednom svjetskom prvenstvu (1998.).

## Statistika
| Japan  | Japan | Japan |
| Godina | Nas.  | Gol.  |
| ------ | ----- | ----- |
| 1997.  | 5     | 0     |
| 1998.  | 6     | 0     |
| 1999.  | 1     | 0     |
| 2000.  | 1     | 0     |
| 2001.  | 0     | 0     |
| 2002.  | 1     | 0     |
| Ukupno | 14    | 0     |

## Vanjske poveznice
- National Football Teams
- Japan National Football Team Database